# Kamp Husum-Schwesing
Het kamp Husum-Schwesing (Duits; Konzentrationslager Husum-Schwesing) was tijdens de Tweede Wereldoorlog een buitenkamp van het concentratiekamp Neuengamme.

## Achtergrond
Het kamp Husum-Schwesing lag in Noord-Friesland, in het toenmalige Engelsburg (tegenwoordig een deel van Schwesing) en op ca. 5 kilometer ten noordoosten van Husum.
Het kamp werd op 26 september 1944 in gebruik genomen als onderdeel van een veel grootschaligere fortificatie, bekend als de Friesenwall. Het kamp bestond uit negen barakken, waarvan er een voor de verzorging van zieken bestemd was.
Het kamp heeft slechts drie maanden bestaan. Gedurende de herfst van 1944 hebben er in totaal 2.500 mensen uit 14 landen gevangengezeten, van wie tussen de 300 en 500 dit verblijf niet overleefden. Het overgrote deel van de slachtoffers was Nederlander, onder wie Willy Dols, een uit Sittard afkomstige taalkundige. Op 25 september werden ca. 1500 gevangenen met veewagons van de Deutsche Reichsbahn vanuit Neuengamme hierheen gebracht, op 20 oktober volgden nog eens 1000 gevangenen afkomstig uit Neuengamme.
Het kamp stond van september tot november 1944 onder leiding van Hans Hermann Griem, een SS-Untersturmführer.
De gevangenen moesten in het moerassige gebied onder toezicht van de kapo's allerlei werkzaamheden ten behoeve van het Duitse leger verrichten, zoals het graven van tankgrachten. Ze stonden daarbij de hele dag in het koude water. 's Morgens en 's avonds werden ze door de straten van Husum gedreven. De inwoners van Husum moesten ook lijken naar het kerkhof brengen.
In december 1944 was de Friesenwall als gevolg van de nieuwe militaire situatie nutteloos geworden, waarop het kamp Husum-Schwesing werd opgedoekt. Alle overlevenden werden teruggebracht naar Neuengamme.

## Na de oorlog
Na de oorlog werden de  meeste doden teruggebracht naar hun geboorteland.
In 1983 maakte de KZ-Arbeitsgruppe Husum-Schwesing de geschiedenis van het kamp openbaar. Op 30 januari 1983 werd in Husum een monument ter herdenking opgericht.
In het jaar  2002 is een monument, bestaande uit ongeveer 300 kleine, stalen stèles, elke in de houding van iemand, die gebukt staat, geplaatst. Op elke stèle is de naam ingegraveerd van iemand, die in het kamp om het leven is gekomen. De kunstenaar, die dit Stelenfeld ontwierp, gebruikte opzettelijk een voor roest gevoelig materiaal. De gedachte hierachter is, dat herinneringen in de loop der tijd vervagen en moeilijk "overeind kunnen blijven".  
In 2017 is een nieuw herdenkingscentrum bij het kamp geopend. Het draagt de naam Haus der Gegenwart, Huis van het Heden. In dit gebouw kan men een audioguide lenen, die men tijdens een rondgang over het terrein kan beluisteren. Ook worden op zondagmiddagen, behalve 's winters, rondleidingen over het kampterrein georganiseerd.